# Antônio Gonçalves
Antônio Gonçalves är en kommun i Brasilien.   Den ligger i delstaten Bahia, i den östra delen av landet, 1 000 km nordost om huvudstaden Brasília. Antalet invånare är 11 019.
Omgivningarna runt Antônio Gonçalves är huvudsakligen savann. Runt Antônio Gonçalves är det ganska glesbefolkat, med 23 invånare per kvadratkilometer.